# (4322) Billjackson
(4322) Billjackson ist ein Hauptgürtelasteroid, der am 11. März 1981 von Schelte John Bus vom Siding-Spring-Observatorium aus entdeckt wurde.
Der Asteroid wurde nach dem US-amerikanischen Chemiker William M. Jackson benannt.